# Ghost Team One
Ghost Team One (bra: Equipe Caça-Fantasma) é um filme independente de comédia de terror produzido nos Estados Unidos e lançado em 2013.

## Enredo
Os dois amigos Sergio (Carlos Santos) e Brad (J. R. Villarreal) descobrem que a casa em que vivem está mal-assombrada e decidem fazer um documentário sobre fantasmas, com ajuda de Fernanda (Fernanda Romero), uma garota fanática por seres sobrenaturais cuja atenção é disputada pelos dois amigos.

## Elenco
- Carlos Santos como Sergio
- J. R. Villarreal como Brad
- Fernanda Romero como Fernanda
- Tony Cavalero como Chuck
- Meghan Falcone como Becky
- Felicia Hom como Lady Azalea
- James Babson como JW Menapace
- Craig Stott como Elder Kent
- Scott MacArthur como Elder Ammon
- Sarah Chapman como Flasher

## Recepção
O filme teve recepção geralmente desfavorável por parte da crítica especializada. No site do Rotten Tomatoes o filme tem 36% de aprovação com uma nota média de 4.2/10 com base em 11 críticas No site Metacritic o filme tem aprovação de 21/100 com base em 7 críticas.